# Sepedophilus pedicularius
Sepedophilus pedicularius är en skalbaggsart som först beskrevs av Johann Ludwig Christian Gravenhorst 1802.  Sepedophilus pedicularius ingår i släktet Sepedophilus, och familjen kortvingar. Arten är reproducerande i Sverige.